# Johannes Diderik van der Waals
Johannes Diderik van der Waals (født 23. november 1837 i Leiden, død 8. marts 1923 i Amsterdam) var en hollandsk videnskabsmand, der er kendt for sit arbejde på tilstandsligningen for gasser og væsker, for hvilken han modtog Nobelprisen i fysik i 1910. Van der Waals var den første, der indså nødvendigheden af at tage molekylernes volumen og intermolekylære kræfter (nu kaldet "van der Waals-kræfter") i betragtning i oprettelsen af en forbindelse mellem tryk, volumen og temperatur af gasser og væsker, hvilket førte til hans forbedrede gasmodel.

## Uddannelse og karriere
Van der Waals var søn af Jacobus van der Waals og Elisabeth van den Burg. Han blev skolelærer og fik senere lov at studere på universitetet trods sin manglende uddannelse i klassiske sprog. Han studerede fra 1862 til 1865 og fik grader i matematik og fysik. Han var gift med Anna Magdalena Smit og havde tre døtre og en søn.
I 1866 blev han leder af en skole i Haag. I 1873 fik han en doktorgrad under Pieter Rijke for sin afhandling med titlen "Over de Continuïteit van den Gas- en Vloeistoftoestand" (Om kontinuiteten af gas- og væsketilstanden). I 1876 blev han som den første udnævnt til professor i fysik på Universiteit van Amsterdam.